# Metro de Oslo
El Metro de Oslo (en noruego: Oslo T-bane o Oslo Tunnelbane, también conocido simplemente como T-banen) es un sistema de transporte rápido que sirve al área metropolitana de Oslo, operado por Sporveien T-banen AS, con una longitud de 85 km.
La red consta de cinco líneas que atraviesan el centro de la ciudad, con una longitud total de 85 kilómetros,sirviendo a 101 estaciones, de las cuales 17 son subterráneas o interiores. Además de dar servicio a 14 de los 15 distritos de Oslo, dos líneas llegan a Kolsås y Østerås, en el municipio vecino de Bærum. En 2016, el sistema tuvo una afluencia anual de 118 millones de pasajeros.

## Estaciones
El sistema de metro consta de 101 estaciones, con 17 de ellas siendo subterráneas. La mayoría de las estaciones subterráneas se encuentran en el túnel común bajo el centro de la ciudad o en tramos más cortos en la red oriental. Las estaciones del centro están cerca de grandes centros de empleo y ofrecen conexiones con otros modos de transporte. Todas las estaciones tienen señales con una T azul dentro de un círculo y las estaciones fuera del centro no tienen personal desde 1995. Se pueden adquirir billetes en máquinas expendedoras y algunas estaciones tienen quioscos. Aunque se han instalado torniquetes, nunca se activarán por motivos de seguridad. La mayoría de las estaciones son accesibles sin escalones por al menos una entrada, y los andenes tienen la misma altura que los vagones.

## Líneas
| # |  | Terminal                 | Estaciones |
| - |  | ------------------------ | ---------- |
| 1 |  | Frognerseteren Helsfyr   | 34         |
| 2 |  | Østerås ↔ Ellingsrudåsen | 26         |
| 3 |  | Sognsvann ↔ Mortensrud   | 27         |
| 4 |  | Ring ↔ Bergkrystallen    | 22         |
| 5 |  | Storo ↔ Vestli           | 26         |
| 6 |  | Jar ↔ Ring               | 14         |